# Raf Raf
Raf Raf, scritto anche o Rafraf, (in arabo رفراف‎?) è una città del nord della Tunisia.
Fa parte del governatorato di Biserta e della delegazione di Ras Jebel.   La città conta 9 839 abitanti.
Il numero degli abitanti si raddoppia durante l'estate con il ritorno degli emigrati e soprattutto grazie al forte flusso turistico.
Raf Raf dista una sessantina di chilometri da Tunisi, circa 40 da Biserta e 7 da Ras Jebel.
Raf Raf è situata su una collina a ridosso del Djebel Nadhour. Ai piedi della collina, e verso la spiaggia, si trova l'altra parte della città, chiamata Raf Raf Plage o El Hmari. A poca distanza dalla riva, si trova l'isola Pilau (in arabo قمنارية‎?).
La città è conosciuta in Tunisia per le sue vigne, che danno un'uva moscata, per le sue spiagge e i suoi costumi tradizionali ricamati..

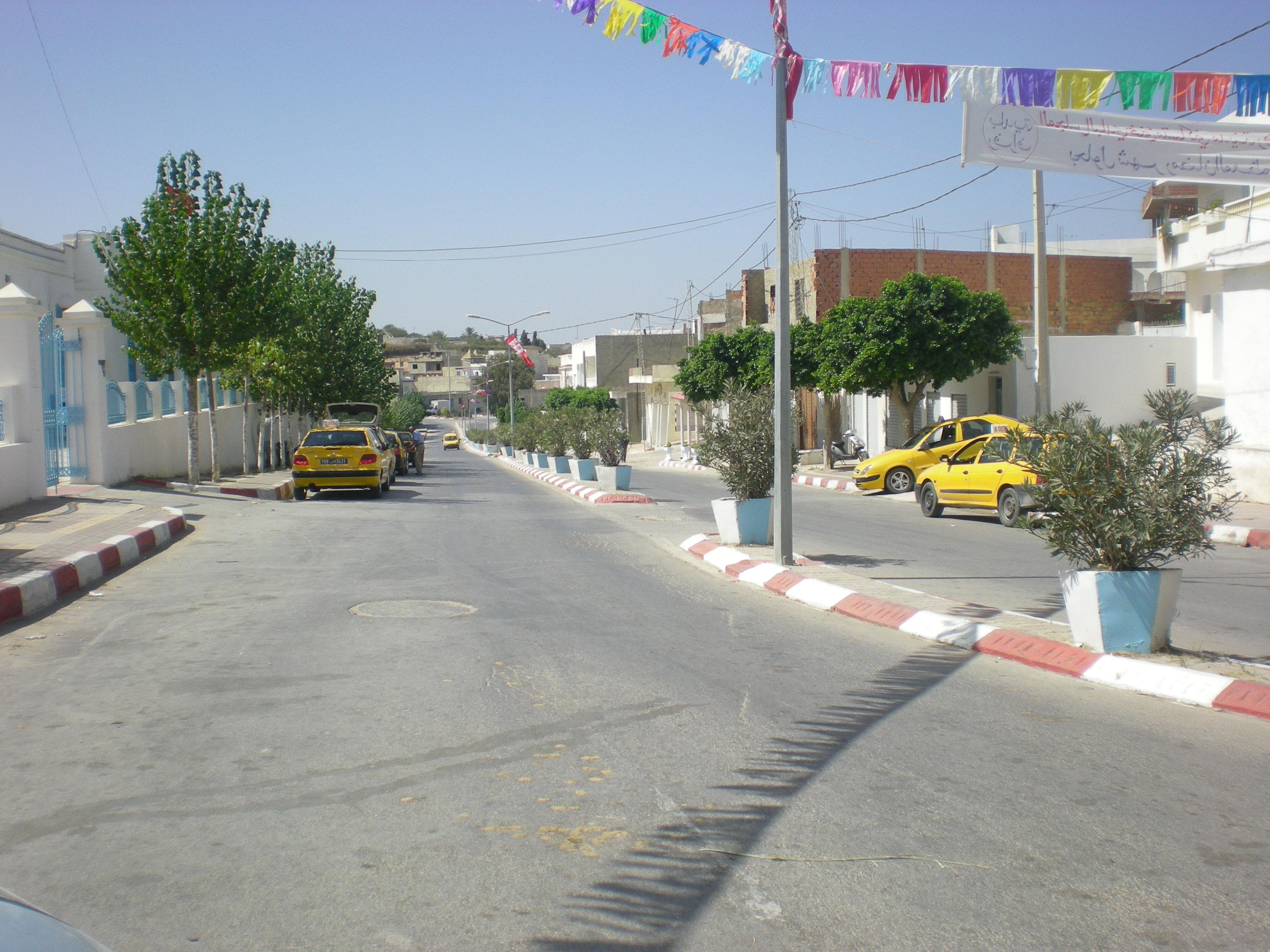
Via principale di Raf Raf
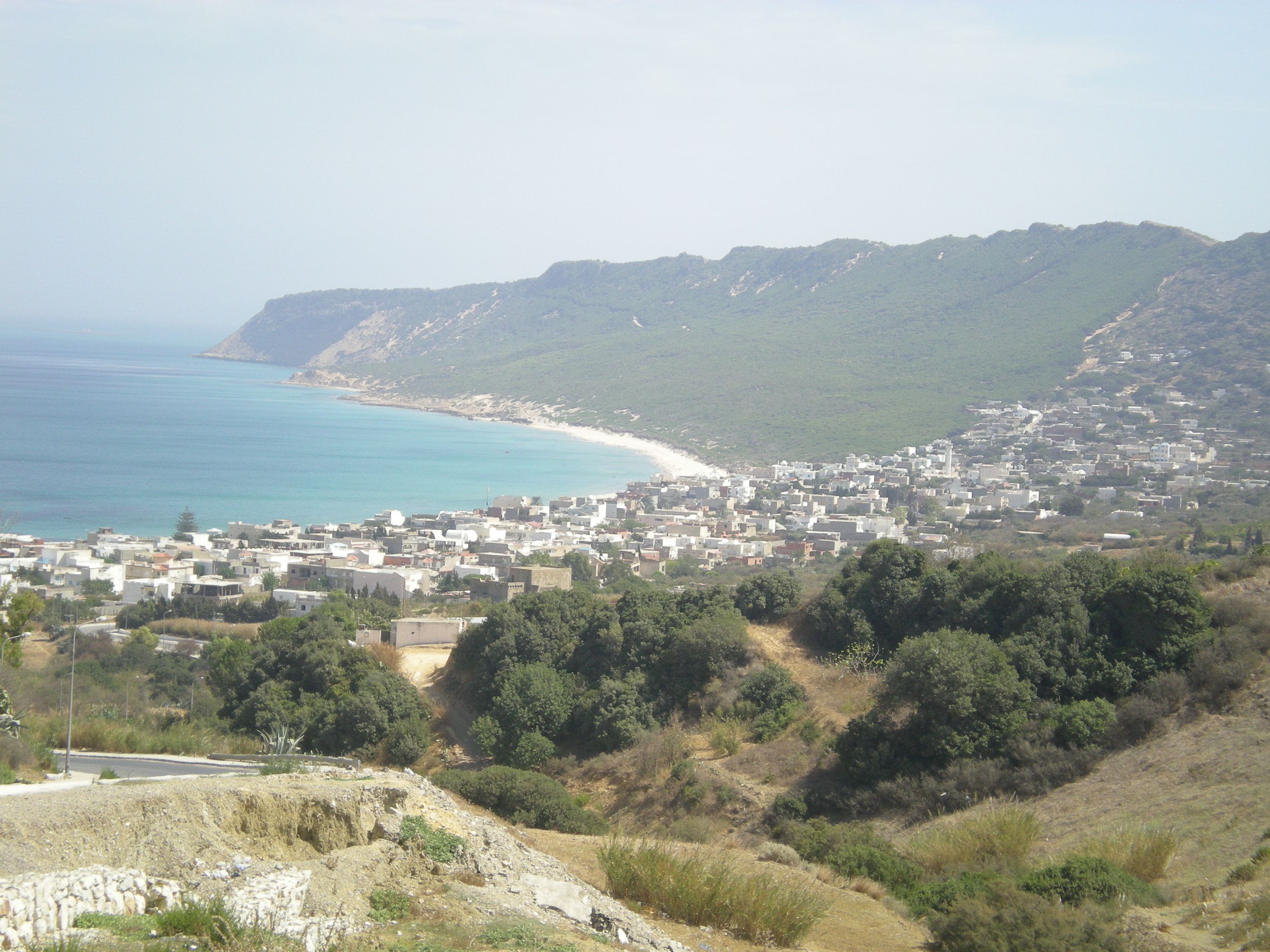
Vista su Raf Raf Plage
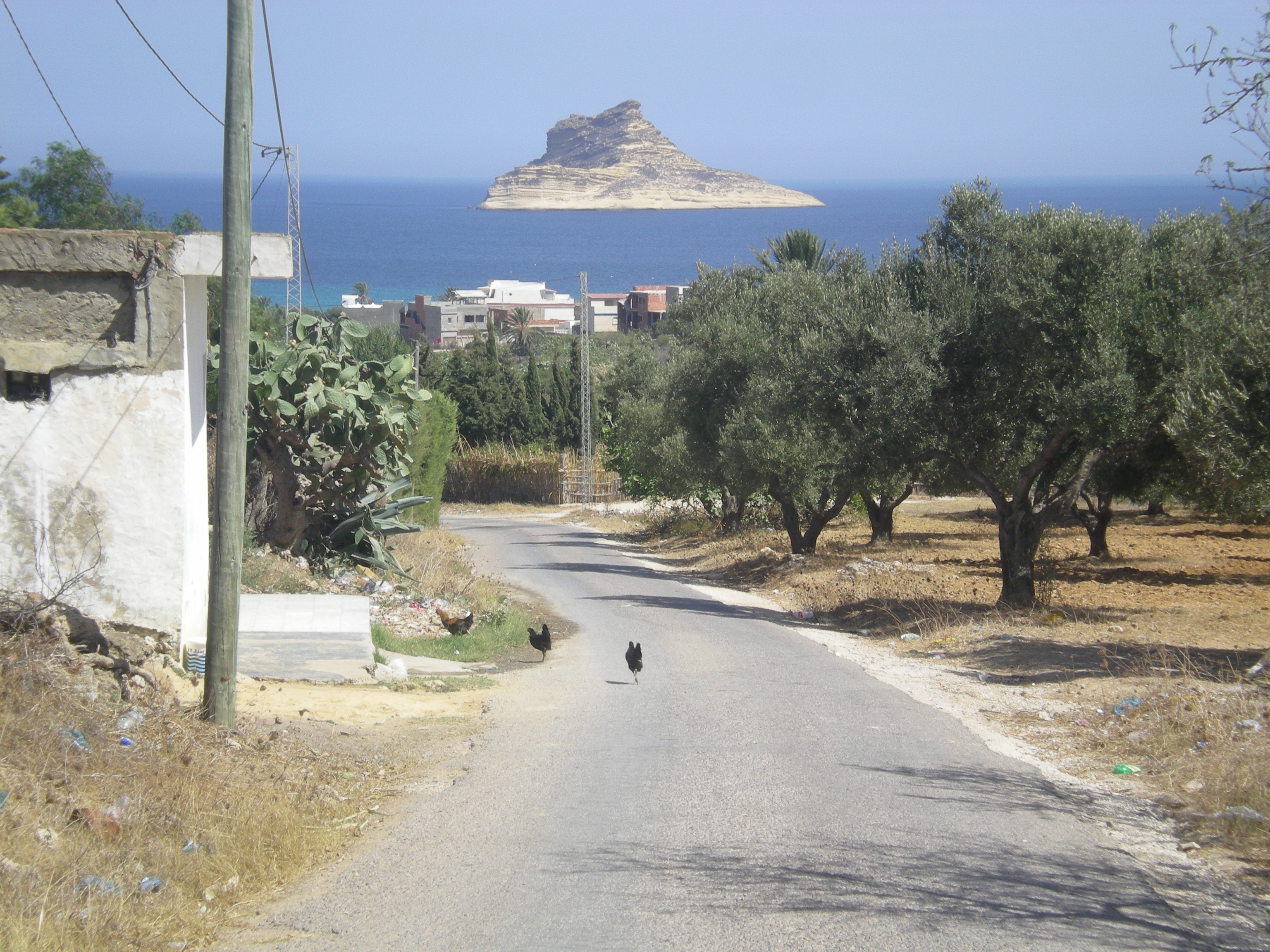
Panoramica dell'isola Pilau